# Столляр, Яков Ефимович
Яков Ефимович Столляр (25 января 1890, Одесса — 23 ноября 1962, Москва) — советский композитор.

## Биография
В 1927 году окончил Московскую консерваторию по классу композиции Г. Катуара.
В 1924-1935 годах — преподаватель теоретических предметов в Музыкальном училище им. А.К. Глазунова.

## Произведения

### Оперы
- Амран (1929);
- Река счастья, или Победители Кара-Кума (1949)

### Произведения для симфонического оркестра
- Симфония (1926);
- Поэма «Надими» (1935);

### Произведения для фортепиано
- Соната (1924);

### Произведения для голоса и фортепиано
- Цикл индусских песен (сл. Эс-Хабиб-Вафа и С. Городецкого, 1930);
- Циклы узбекских песен (1942—1944);

### Музыка к драматическом спектаклям
- «Украинская сюита» Л. Первомайского (1940);
- «Полководец Суворов» И. В. Бахтерева и А. В. Разумовского (1940);
- «Рассказ о Турции» Н. Хикмета (1952);

### Музыка к кинофильмам
- «Путёвка в жизнь» (1932)
- «Карнавал цветов» (1935)
- «Соловей-соловушко, или Груня Корнакова» (1935)
- «Сорочинская ярмарка» (1938)
- «Синие скалы» (1941)
- «Боевой киносборник № 9» (1942)

### Другие
- Сборник узбекских песен (1938).